# Koni-Djodjo
Koni-Djodjo ou Koni est une ville des Comores, situé sur l'île d'Anjouan. En 2002, sa population est estimée à 7 232 habitants.